# 沼山镇
沼山镇，是中华人民共和国湖北省鄂州市梁子湖区下辖的一个乡镇级行政单位。

## 行政区划
沼山镇下辖以下地区：
沼山社区、丛林村、东井村、洪内村、湖瓢村、兰竹村、牛山村、桥柯村、少峰村、桐油村、王铺村、下柯村、夏咀村、新桥村、杨井村、永塘村、沼山村、朱山东村和畈雄村。